# Onobrychis cornuta
Onobrychis cornuta là một loài thực vật có hoa trong họ Đậu. Loài này được (L.) Desv. miêu tả khoa học đầu tiên.